# Leucopis nigraluna
Leucopis nigraluna är en tvåvingeart som beskrevs av Mcalpine 1971. Leucopis nigraluna ingår i släktet Leucopis och familjen markflugor. Inga underarter finns listade i Catalogue of Life.